# یان کوزامرنیک
یان کوزامرنیک (اسلوونیایی: Jan Kozamernik؛ زادهٔ ۲۴ دسامبر ۱۹۹۵) بازیکن والیبال اهل اسلوونی است.